# ウォルラス (SS-437)
ウォルラス (USS Walrus, SS-437) は、アメリカ海軍の潜水艦。テンチ級潜水艦の一隻。艦名は海生哺乳類の一種セイウチに因む。その名を持つ艦としては3隻目。

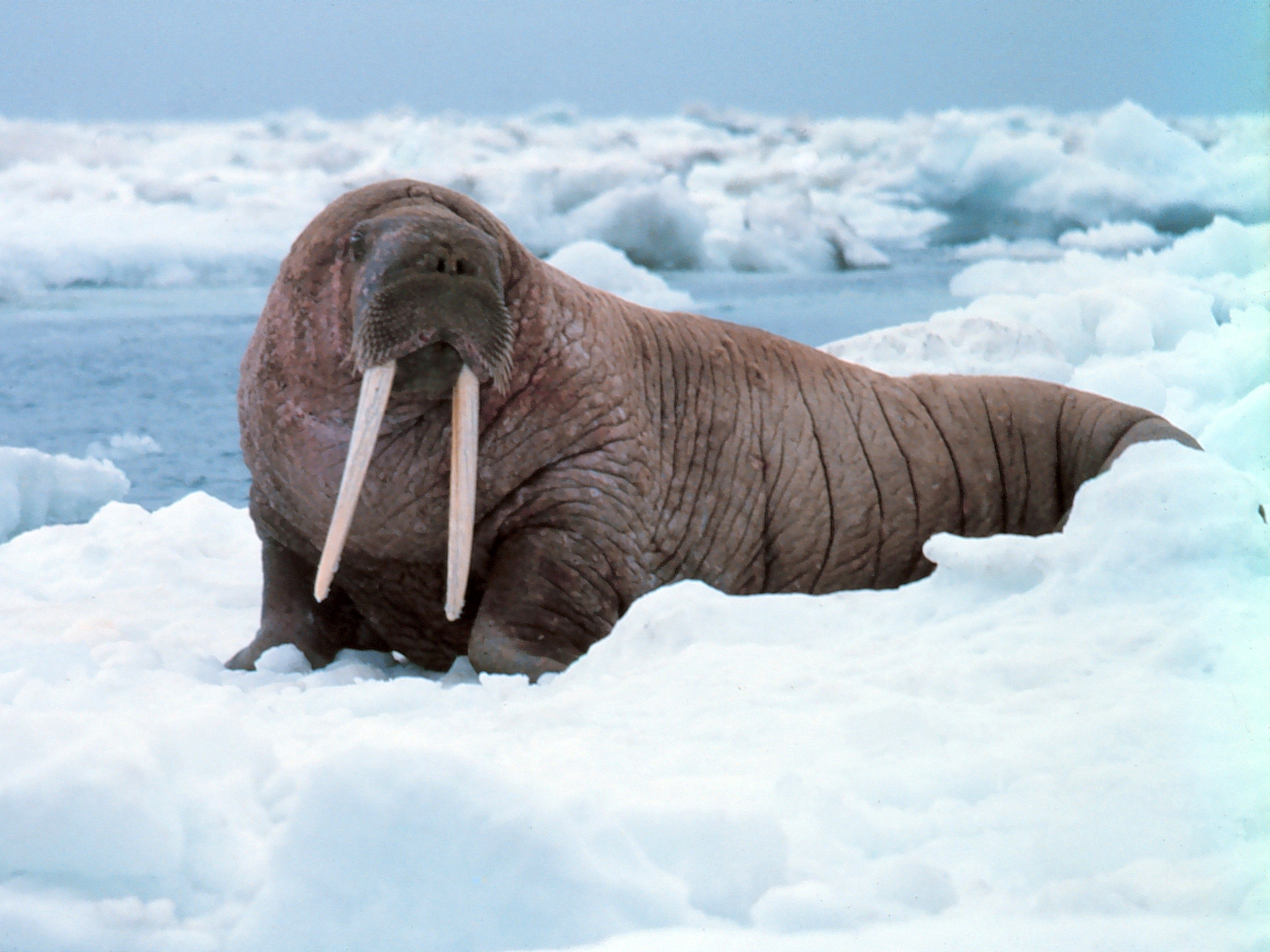
タイヘイヨウセイウチ（Pacific walrus）

ウォルラスは1945年6月21日にコネチカット州グロトンのエレクトリック・ボート社で起工した。1946年9月20日にウィニフレッド・P・ネーグルによって命名、進水したが1946年1月7日にウォルラスの建造は保留された。ウォルラスの船体は1952年12月9日に大西洋予備役艦隊ニューロンドングループに配属され、1958年6月9日に除籍された。